# پدر فردریکسون
پدر فردریکسون (سوئدی: Peder Fredricson؛ زادهٔ ۳۰ ژانویهٔ ۱۹۷۲) سوارکار اهل سوئد است.
وی در مسابقات کشوری و بین‌المللی در مجموع برندهٔ ۱ مدال طلا، ۴ مدال نقره، ۱ مدال برنز شده‌است.